# Polygonální bašta
Polygonální bašta je pozdně gotický hradební prvek v Českých Budějovicích. Pod označením hradební bašta s pořadovým číslem 633 je vedena jako součást památkově chráněného městského opevnění.

## Poloha a podoba

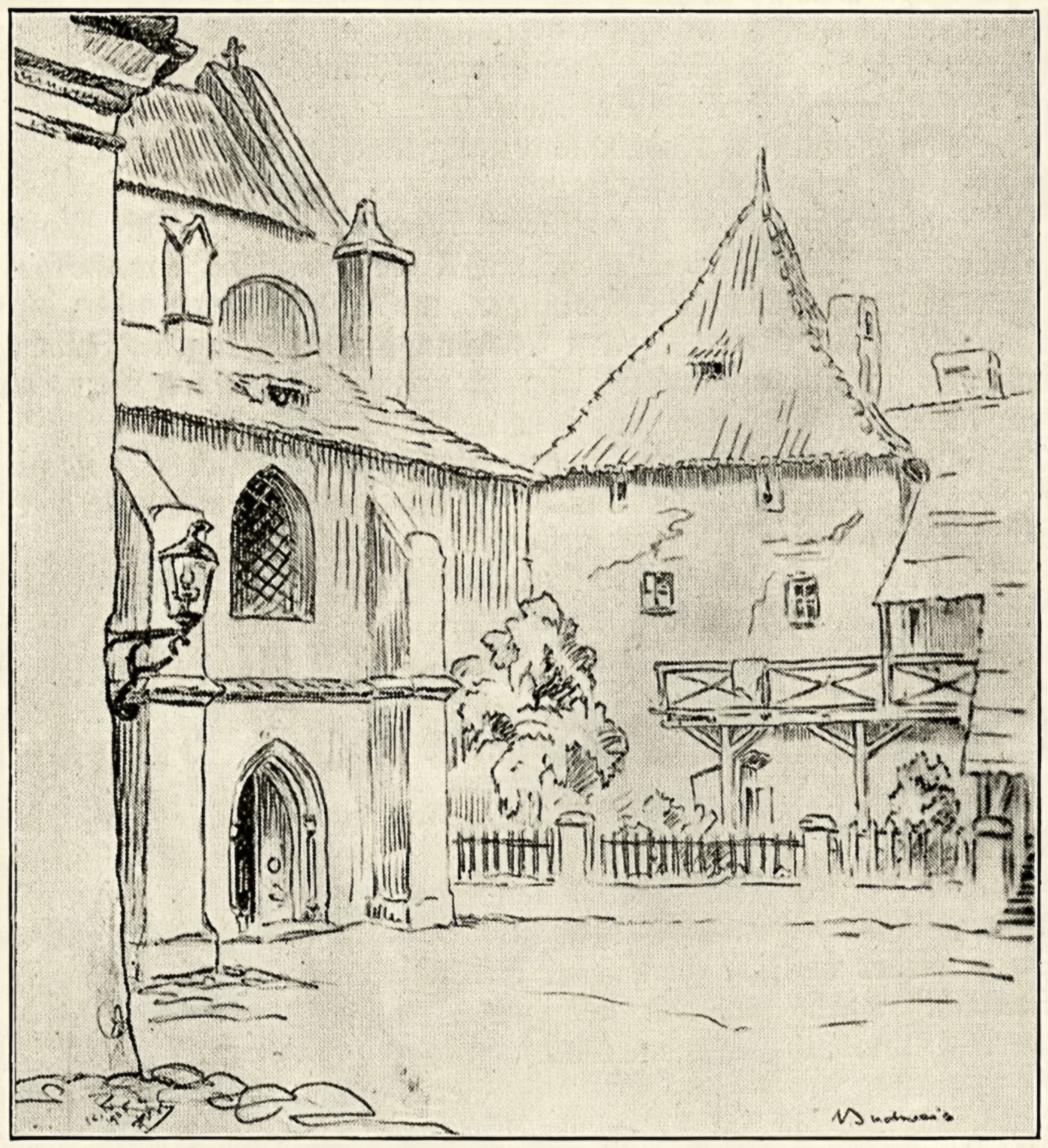
Pohled z Piaristického náměstí, přelom 19. a 20. století

Přiléhá k severozápadnímu nároží klášterního kostela Obětování Panny Marie, kde je parkán značně zúžen. Těleso věže jej vyplňuje, uzavírá ze severu. Původně muselo být na úrovni přízemí průchozí, aby umožnilo pohyb parkánem. Dolní polovina stavby má čtyřboký půdorys, horní šestiboký, směrem z Piaristického náměstí plochý.

## Historie bašty
Pochází pravděpodobně ze 14. století, horní polygonální nástavba z 15. století. Současné krovy jsou renezanční, původ sahá zhruba do roku 1556. Komín byl přistavěn asi v 18. století v souvislosti s úpravami pro obývání. Stavbu kryje vysoká kuželovitá střecha, dříve krytá prejzy. Ve druhém patře se dochovaly původní klíčové střílny. Nerámovaná okna v prvním patře byla proražena dodatečně, od konce 18. století sloužila bašta k obytným účelům. Baštu kryje hrubá omítka, průčelí zakončuje hlavní římsa, první patro je přístupné pro vnějším dřevěném schodišti z pavlače. Sousední dům (Zátkovo nábřeží 158/16) byl k baště přistavěn kolem roku 1830. V polovině 19. století žil ve věži policajt, vysloužilý hlídač koněspřežné dráhy. Po první světové válce do 70. let 20. století bydlela v sousedním domě rodina Drazdíků. Věž byla v té době vnitřně propojena s domem a využívána jako ložnice. Od roku 1995 v objektu působí galerie Pod kamennou žábou, přízemí je využíváno jako dílny.

## Kaplička svatého Jana Nepomuckého
Původně památkově chráněná jako součást bašty, v současnosti vedená samostatně pod rejstříkovým číslem ÚSKP 30245/3-820 (objekt, kat. č. 1000141676 - výklenková kaple sv. Jana Nepomuckého). Kamenná barokní socha svatého Jana Nepomuckého z roku 1708 je umístěna v klasicistní výklenkové kapli orientované k Slepému rameni. Světec je vyobrazen obvyklým způsobem v kanovnickém rouchu a včetně základních atributů, svatozáře s pěti hvězdami, krucifixem a palmovou ratolestí. Klasicistní kaple zakládá na vysokém hladkém soklu, nika odděluje dvojici toskánských pilastrů nesoucích architráv, na němž spočívá trojúhelníkovitý tympanon.